# Acalolepta dentiferoides
Acalolepta dentiferoides är en skalbaggsart som först beskrevs av Stefan von Breuning 1936.  Acalolepta dentiferoides ingår i släktet Acalolepta och familjen långhorningar. Inga underarter finns listade i Catalogue of Life.